# Eleebichneumon pittata
Eleebichneumon pittata är en stekelart som beskrevs av Ian D. Gauld 1984. Eleebichneumon pittata ingår i släktet Eleebichneumon och familjen brokparasitsteklar. Inga underarter finns listade i Catalogue of Life.